# Максимир (стадион)
«Максимир» (хорв. Stadion Maksimir) — футбольный стадион в Загребе, Хорватия. Домашний стадион местного клуба «Динамо». С 1990 года здесь проводит некоторые домашние матчи сборная Хорватии.

## История
Строительство стадиона началось в 1952 году на месте бывшего игрового поля футбольного клуба HAŠK. Автором проекта выступил Владимир Турина, который вместе с ассистентами в лице Эугена Эрлиха и Франьо Нейдхардта создал чертежи для трёх из четырёх трибун стадиона (западной, северной и восточной), которые были поочерёдно построены в период с 1952 по 1962 год. Некоторые архитектурные решения, применённые Туриной в ходе проектирования, позднее были использованы при создании чертежей олимпийского стадиона в Тегеране. От предложения спроектировать ещё и южную трибуну Турина отказался, вследствие чего за работу над ней взялся архитектор Божидар Тушек. Строительство последней трибуны по его проекту длилось с 1964 по 1969 год. Спустя тридцать лет по проекту Бранко Кинцла и Николы Филиповича была начата реконструкция северной и западной трибуны, которая на момент 2021 года так и не была завершена, из-за произошедшего в 2020 году землетрясения.